# NASA Group Achievement Award
Il NASA Group Achievement Award (GAA) è un premio assegnato a personale governativo o non governativo degli Stati Uniti in riconoscimento dei risultati che contribuiscono a missioni spaziali della NASA.